# Preston-under-Scar
Preston-under-Scar is een civil parish in het bestuurlijke gebied Richmondshire, in het Engelse graafschap North Yorkshire.